# Nagoć trzęsakowata

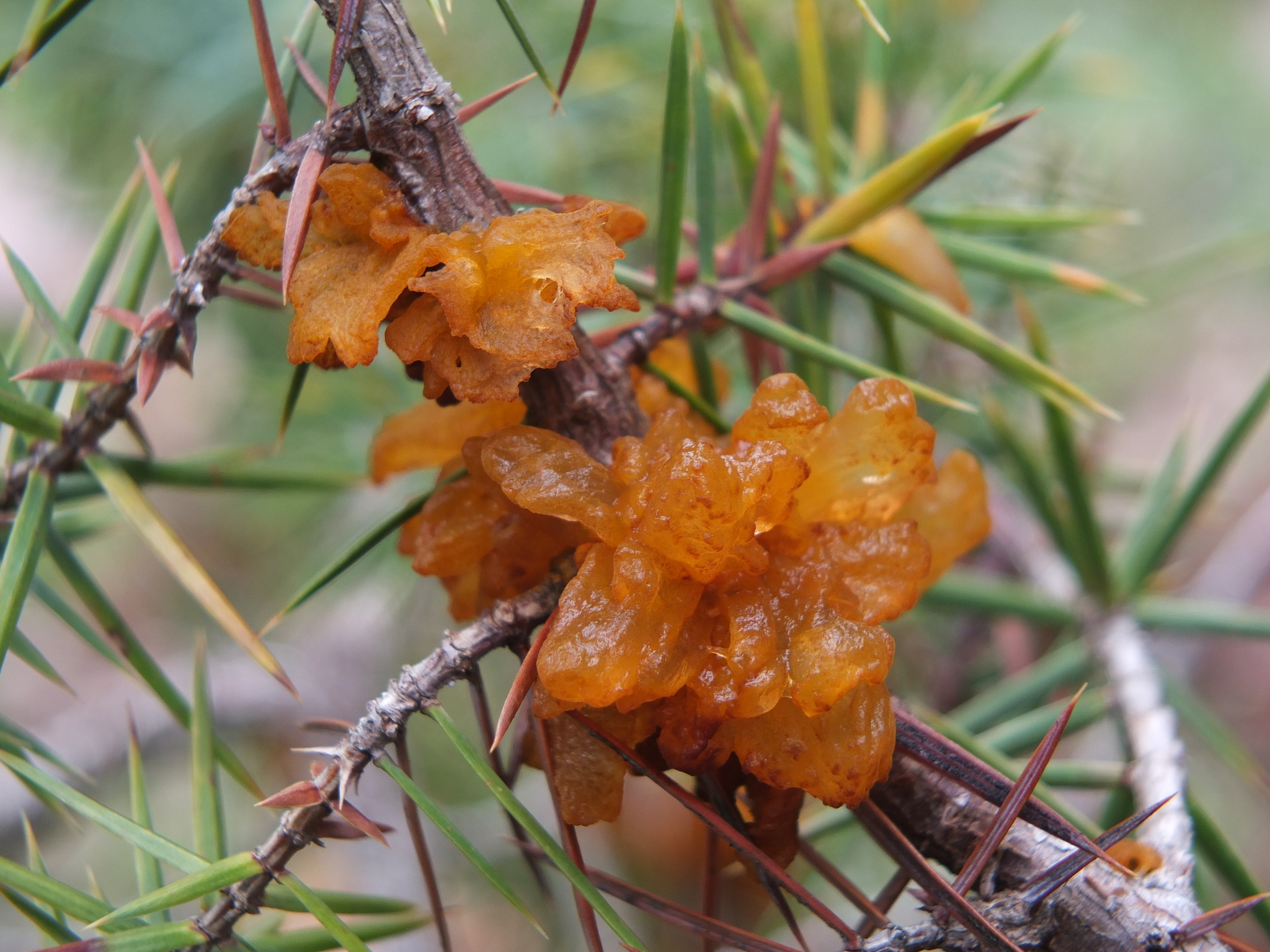
Telia na jałowcu

Nagoć trzęsakowata (Gymnosporangium tremelloides R. Hartig) – gatunek grzybów z rzędu rdzowców (Gymnosporangiaceae). Pasożyt porażający jałowca i niektóre gatunki roślin z rodziny różowatych. W Europie czasami poraża jabłonie, powodując chorobę zwaną rdzą.

## Systematyka i nazewnictwo
Pozycja w klasyfikacji według Index Fungorum: Gymnosporangium, Pucciniaceae, Pucciniales, Incertae sedis, Pucciniomycetes, Pucciniomycotina, Basidiomycota, Fungi.

## Rozwój
Jest to rdza dwudomowa, czyli taka, która dla pełnego cyklu rozwojowego potrzebuje dwóch gatunków roślin żywicielskich. Na gałązkach jałowcach rozwijają się sporydia i telia, na liściach roślin różowatych ecja. Jest rdzą niepełnocyklową, nie wytwarza bowiem urediniów.
Zimuje w postaci grzybni na pędach jałowca. Wiosną na jałowcu z grzybni rozwijają się telia wytwarzające teliospory. W kwietniu-maju teliospory kiełkują, tworząc podstawki. Na podstawkach wytwarzane są drogą płciową bazydiospory, dokonujące infekcji na liściach roślin różowatych. W miejscach, w których bazydiospory wniknęły do liści jarzębiny, powstają spermogonia, w których powstają spermacja. Na dolnej stronie liści rozwijają się pod plamami ecja wytwarzające bezpłciowo zarodniki zwane ecjosporami. Jesienią przenoszone przez wiatr ecjospory infekują pędy jałowca i w następnym roku po infekcji rozwijają się w nich teliospory.

## Morfologia
Sporydia tworzą się na górnej stronie liści w małych grupach, na brązowych plamach o średnicy 1–3 mm. Ecja na dolnej stronie liści, w małych grupach o średnicy do 5 mm. W miejscu ich występowania następuje nieznaczne nabrzmienie tkanki liścia. Pojedyncze ecjum ma średnicę 0,5–l mm i czerwonawobrązową barwę. Ecjospory cynamonowe, kuliste do szeroko elipsoidalnych, o średnicy 28–50 μm i drobno brodawkowanej powierzchni. Brodawki mają wysokość 2–5 μm. Por rostkowych 9–13. Komórki ściany romboidalne, pomarszczone. Telia powstają na gałązkach jałowca. Podczas wilgotnej pogody mają one barwę od żółtej przez pomarańczową do pomarańczowoczerwonej, konsystencję galaretowatą, podczas suchej pogody zmieniają barwę na brunatną i wskutek utraty wody stają się skurczone, kruche i trudne do zauważenia. Teliospory o kształcie od elipsoidalnego do wrzecionowatego, dwukomórkowe, nieco zwężone na przegrodzie, o końcach zaokrąglonych lub stożkowatych. Mają rozmiar 40–60 × 20–30 μm, ścianę o barwie od żółtawej do złotej i grubości 0,5–2 μm. W każdej komórce teliospory 2 pory rostkowe w pobliżu przegrody.

## Występowanie i siedlisko
W Europie Gymnosporangium tremelloides jest szeroko rozprzestrzeniony, ale brak go w Anglii. Występuje także w północno-zachodniej Afryce, Chinach i Ameryce Północnej (od Alaski po Kolorado i Utah).
Sporydia i ecja rozwijają się na jałowcu pospolitym (Juniperus communis) i jałowcu kolczastym (Juniperus oxycedrus). Telia na niektórych roślinach z rodziny różowatych (Rosaceae): pigwa pospolita (Cydonia oblonga), jabłoń domowa (Malus domestica), jabłoń dzika (Malus sylvestris), grusza pospolita (Pyrus communis), jarząb pospolity (Sorbus aucuparia), jarząb mączny (Sorbus aria), jarząb nieszpułkowy (Sorbus chamaemespilus), jarząb szerokolistny (Sorbus latifolia), jarząb brekinia (Sorbus torminalis). W Polsce notowany na jabłoni domowej i dzikiej, jarząbie mącznym i jałowcu pospolitym{.

## Gatunki podobne
W Polsce na liściach niektórych drzew i krzewów z rodziny różowatych występuje 5 gatunków nagoci. Na liściach jarzębiny może występować jeszcze nagoć rożkowata (Gymnosporangium cornutum). Na liściach gruszy ecja tworzy nagoć sawinowa (Gymnosporangium sabinae) i nagoć goździeńcowata (Gymnosporangium clavariiforme), na liściach głogu Gymnosporangium confusum.